# MOR (musikgrupp)
MOR är en svensk musikgrupp bildad 2021 av artisten Mapei och musikproducenterna Fredrik Okazaki och Thomas Rusiak. Gruppen framför musik med inslag av RnB, hiphop och alternativ pop. Nuvarande medlemmar är Caroline Cederlöf, Fredrik Okazaki och Thomas Rusiak. 

## Om gruppen
MOR bildades när trion Mapei, Okazaki och Rusiak tillsammans arbetade med ny musik för Mapeis solokarriär. Under hösten 2022 lämnade Mapei gruppen och ersattes av Caroline Cederlöf, även känd under artistnamnet GRANT. Gruppen framför musik med inslag av RnB, hiphop och alternativ pop.
Gruppens namn beskrevs inledningsvis som bildat av begynnelsebokstaven i medlemmarnas artist- eller efternamn. Efter att Mapei ersattes av Cederlöf beskrevs namnet i stället som en akronym för Modified Ongoing Reality.
Gruppen var husband i tre avsnitt under säsong 33 av På spåret, som sändes 2022–2023.

## Diskografi
- 2021 – Spitfire/Ponys (singel)[9]
- 2022 – Babydolls (album)[6]
- 2024 - Kick Off (album)